# Przemysław Frankowski
Przemysław Frankowski (Gdańsk, 12 de abril de 1995) es un futbolista polaco. Juega de centrocampista y su equipo es el Stade Rennes F. C. de la Ligue 1.

## Trayectoria
El 1 de agosto de 2014 firmó un contrato por 3 años con el Jagiellonia Białystok.
Con el club de Bialystok debutó en la Liga Europa el 9 de julio de 2015, en la victoria por 8-0 sobre el Kruoja Pakruojis, donde anotó un triplete. Jugaría luego contra el Omonia Nicosia en la misma competición.
El 22 de enero de 2019 fichó por el Chicago Fire de la Major League Soccer. Debutó con el club el 3 de marzo en la derrota por 2-1 ante Los Angeles Galaxy. La siguiente semana hizo su primera asistencia en el club, un centro a C. J. Sapong que anotó el empate 1-1 en el tiempo extra contra el Orlando City.
En agosto de 2021 regresó al fútbol europeo tras fichar por el R. C. Lens. Estuvo tres años y medio y en febrero de 2025 fue cedido al Galatasaray S. K. a cambio de un millón de euros y una opción de compra de siete millones. Esta se hizo efectiva y en agosto el conjunto turco lo prestó al Stade Rennes F. C. por una temporada.

## Selección nacional
Tras jugar doce partidos con la selección de fútbol sub-21 de Polonia, finalmente el 23 de marzo de 2018 hizo su debut con la selección absoluta en un encuentro contra Nigeria que finalizó con un resultado de 0-1 tras el gol de Victor Moses. Fue parte de la lista preliminar de la selección polaca para el Mundial de Rusia 2018, sin embargo no fue parte del plantel final.

### Participaciones en Copas del Mundo
| Mundial                        | Sede  | Resultado        | Partidos | Goles |
| ------------------------------ | ----- | ---------------- | -------- | ----- |
| Copa Mundial de Fútbol de 2022 | Catar | Octavos de final | 4        | 0     |

### Participaciones en Eurocopas
| Copa          | Sede     | Resultado    | Partidos | Goles |
| ------------- | -------- | ------------ | -------- | ----- |
| Eurocopa 2020 | Europa   | Primera fase | 3        | 0     |
| Eurocopa 2024 | Alemania | Primera fase | 3        | 0     |

## Estadísticas

### Clubes
Actualizado al último partido disputado el 30 de mayo de 2025.
| Club                            | Div.          | Temporada     | Liga  | Liga  | Copas nacionales | Copas nacionales | Copas internacionales | Copas internacionales | Total | Total |
| Club                            | Div.          | Temporada     | Part. | Goles | Part.            | Goles            | Part.                 | Goles                 | Part. | Goles |
| ------------------------------- | ------------- | ------------- | ----- | ----- | ---------------- | ---------------- | --------------------- | --------------------- | ----- | ----- |
| Lechia Gdańsk · Polonia         | 1.ª           | 2012-13       | 8     | 1     | 0                | 0                | ―                     | ―                     | 8     | 1     |
| Lechia Gdańsk · Polonia         | 1.ª           | 2013-14       | 33    | 1     | 3                | 1                | ―                     | ―                     | 36    | 2     |
| Lechia Gdańsk · Polonia         | Total club    | Total club    | 41    | 2     | 3                | 1                | 0                     | 0                     | 44    | 3     |
| Jagiellonia Białystok · Polonia | 1.ª           | 2014-15       | 28    | 3     | 2                | 0                | ―                     | ―                     | 30    | 3     |
| Jagiellonia Białystok · Polonia | 1.ª           | 2015-16       | 31    | 6     | 2                | 1                | 3                     | 3                     | 36    | 10    |
| Jagiellonia Białystok · Polonia | 1.ª           | 2016-17       | 35    | 8     | 1                | 0                | ―                     | ―                     | 36    | 8     |
| Jagiellonia Białystok · Polonia | 1.ª           | 2017-18       | 31    | 4     | 0                | 0                | 0                     | 0                     | 31    | 4     |
| Jagiellonia Białystok · Polonia | 1.ª           | 2018-19       | 15    | 3     | 3                | 0                | 4                     | 0                     | 22    | 3     |
| Jagiellonia Białystok · Polonia | Total club    | Total club    | 140   | 24    | 8                | 1                | 7                     | 3                     | 155   | 28    |
| Chicago Fire Estados Unidos     | 1.ª           | 2019          | 31    | 5     | 0                | 0                | ―                     | ―                     | 31    | 5     |
| Chicago Fire Estados Unidos     | 1.ª           | 2020          | 19    | 3     | 0                | 0                | ―                     | ―                     | 19    | 3     |
| Chicago Fire Estados Unidos     | 1.ª           | 2021          | 13    | 2     | 0                | 0                | ―                     | ―                     | 13    | 2     |
| Chicago Fire Estados Unidos     | Total club    | Total club    | 63    | 10    | 0                | 0                | 0                     | 0                     | 63    | 10    |
| R. C. Lens Francia              | 1.ª           | 2021-22       | 37    | 6     | 3                | 0                | ―                     | ―                     | 40    | 6     |
| R. C. Lens Francia              | 1.ª           | 2022-23       | 37    | 5     | 4                | 0                | ―                     | ―                     | 41    | 5     |
| R. C. Lens Francia              | 1.ª           | 2023-24       | 30    | 3     | 1                | 0                | 8                     | 1                     | 39    | 4     |
| R. C. Lens Francia              | 1.ª           | 2024-25       | 18    | 4     | 1                | 0                | 2                     | 1                     | 21    | 5     |
| R. C. Lens Francia              | Total club    | Total club    | 122   | 18    | 9                | 0                | 10                    | 2                     | 141   | 20    |
| Galatasaray S. K. Turquía       | 1.ª           | 2024-25       | 12    | 0     | 3                | 0                | ―                     | ―                     | 15    | 0     |
| Galatasaray S. K. Turquía       | Total club    | Total club    | 12    | 0     | 3                | 0                | 0                     | 0                     | 15    | 0     |
| Stade Rennes F. C. Francia      | 1.ª           | 2025-26       | 0     | 0     | 0                | 0                | ―                     | ―                     | 0     | 0     |
| Stade Rennes F. C. Francia      | Total club    | Total club    | 0     | 0     | 0                | 0                | 0                     | 0                     | 0     | 0     |
| Total carrera                   | Total carrera | Total carrera | 378   | 54    | 23               | 2                | 17                    | 5                     | 418   | 61    |
| 1. 2.                           |               |               |       |       |                  |                  |                       |                       |       |       |

### Selección nacional
| Absoluta · Polonia | 2018  | 3 | 0 | 1  | 0 | - | - | 4  | 0 |
| Absoluta · Polonia | 2019  | 0 | 0 | 6  | 1 | - | - | 6  | 1 |
| Absoluta · Polonia | 2021  | 2 | 0 | 3  | 0 | 7 | 0 | 12 | 0 |
| Absoluta · Polonia | Total | 5 | 0 | 10 | 1 | 7 | 0 | 22 | 1 |
| 1. 2.              |       |   |   |    |   |   |   |    |   |

## Palmarés

### Títulos nacionales
| Título               | Club              | País    | Año  |
| -------------------- | ----------------- | ------- | ---- |
| Copa de Turquía      | Galatasaray S. K. | Turquía | 2025 |
| Superliga de Turquía | Galatasaray S. K. | Turquía | 2025 |